# Kyselina mellitová
Kyselina mellitová (systematický název kyselina benzen-1,2,3,4,5,6-hexakarboxylová) je organická kyselina se šesti karboxylovými skupinami navázanými na benzenové jádro.
Tuto kyselinu objevil roku 1799 Martin Heinrich Klaproth v minerálu mellitu, který je její hlinitou solí.

## Příprava
Prvním ze způsobů přípravy kyseliny mellitové je zahřívání mellitu s uhličitanem amonným, odstranění přebytku amonné soli a přidání amoniaku do roztoku. Vysrážený oxid hlinitý se následně oddělí filtrací a z filtrátu se odpařováním získá amonná sůl, která se dále přečišťuje rekrystalizací. Amonná sůl se následně přemění na olovnatou sůl srážením octanem olovnatým, tato olovnatá sůl nakonec reaguje se sulfanem a vzniká kyselina mellitová (vedlejším produktem je sulfid olovnatý).
Kyselinu mellitovou lze rovněž připravit oxidací čistého uhlíku (ve formě grafitu) či hexamethylbenzenu manganistanem draselným při pokojové teplotě nebo horkou koncentrovanou kyselinou dusičnou.

## Reakce
Kyselina mellitová je značně stabilní, nereaguje s chlorem, kyselinou jodovodíkovou koncentrovanou kyselinou dusičnou. Zahříváním se rozkládá na oxid uhličitý a kyselinu pyromellitovou (benzen-1,2,4,5-tetrakarboxylovou); zahříváním s vápencem vzniká oxid uhličitý a benzen. Působením chloridu fosforečného se přeměňuje na acylchlorid, který vytváří jehličkovité krystaly a taje při 190 °C. Zahříváním amonné soli kyseliny mellitové při 150–160 °C se uvolňuje amoniak a vzniká směs paramidu (mellimid, sumární vzorec C6(CONHCO)3) a euchroátu amonného (amonné soli 1,2:4,5-diimidu benzenhexakarboxylové kyseliny). Složky této směsi od sebe lze oddělit rozpuštěním euchroátu ve vodě; paramid je bílý amorfní prášek, který se nerozpouští ve vodě ani v ethanolu.
Z velké stability kyseliny mellitové a jejích solí a skutečnosti, že vznikají při oxidaci polycyklických aromatických uhlovodíků, které se nacházejí ve Sluneční soustavě, vyplývá jejich možná přítomnost na povrchu Marsu.
Mellitáty (a soli ostatních benzenpolykarboxylových kyselin) železa a kobaltu mají zajímavé magnetické vlastnosti.